# Badis siamensis
Badis siamensis är en fiskart som beskrevs av Klausewitz, 1957. Badis siamensis ingår i släktet Badis och familjen Badidae. IUCN kategoriserar arten globalt som otillräckligt studerad. Inga underarter finns listade.